# ボールトンポール
ボールトンポール（Boulton Paul Aircraft Ltd）は1914年から1961年の間活動したイギリスの航空機メーカーである。前身は1797年創立のもともとノリッジに工場を構えた工具メーカーで、1915年から航空機の組立を始めた。
第一次世界大戦中はソッピース キャメル、RAF F.E.2、第二次世界大戦中はフェアリー バラクーダ、戦後はデ・ハビランド バンパイアなど主に他社の設計した航空機を生産していたが、自社開発のボールトンポール オーヴァーストランド爆撃機でイギリス初の動力旋回銃座を開発して以来、航空機メーカーというよりもブリストル ブレニムやロッキード ハドソン等の各種爆撃機に装備される、動力旋回銃座の製造メーカーとしての方がイギリスに貢献している。
だが、航空機の自社開発を断念した訳では無く、WW2初期には得意の旋回機銃製造の利点を生かして、固定機銃を持たない珍しい戦闘機ボールトンポール デファイアントを製作している。しかし、野心作ボールトンポール デファイアントは動力旋回銃座の重量増によって戦闘機としては失敗作となり、珍機・駄作機として有名になって、同機は後世にボールトンポール社の評価を落としてしまう一因となってしまった。
1961年にダウティ・グループに買収されて、ダウティ・エアロスペース (Dowty Aerospace) になった。1992年、ダウティ・エアロスペースがTI グループに買収され、2000年にはTI グループがスミス・インダストリーズ (Smiths Industries) と合併し、ボールトンポールの工場はスミス・エアロスペースの傘下に入った。しかし、2007年にはスミス・エアロスペースがGE・アビエーションに買収された。

## エピソード
余談だが、ブラックバーン社が急降下爆撃機ブラックバーン スクア（スキュア）の生産に追われていて余力が無いために、デファイアントの類似品的機体であるブラックバーン社の艦上戦闘機ブラックバーン ロックの生産をボールトンポール社が肩代わりしていた。ロックの生産機数は136機であり、全てボールトンポール社が生産した。この生産の際、工場にはデファイアント用とロック用の2種の異なる旋回銃座が並ぶこととなり生産効率に支障をきたしていたという。
なお、ロックもデファイアントと同様、戦闘機としては使い物にならなかった。